# Фельтен, Иоганн (придворный)
Иоганн фон Фельтен (нем. Johannes Velten) — придворный шеф-повар русского императорского двора XVIII века, обер-кухенмейстер, приближённый Петра I, пользовавшийся расположением императора. Прибыл в Петербург, чтобы открыть первую в городе австерию, позже прозванную «Четырьмя фрегатами».
В знак особой милости к академику Шумахеру, государь «соизволил из своих рук пожаловать ему невесту, которыя родителей Его Величество тогда отменною милостью призирать изволил». Царь сговорил за него старшую дочь Фельтена — Анну Доротею.
Императрица Елизавета позже пожаловала Шумахеру в октябре 1759 года поместье Унипиха. Его вдова, дочь Фельтена владела поместьем до 1768 года. Внучка Фельтена, Элеонора Доротея, была замужем дважды; первым браком, с 1750 года, — за академиком Иоганном Таубертом и, после его смерти, вторым браком — за Петром Ступишиным (1718—1782). Другая внучка, Анна Доротея (1730—1801), также была замужем дважды; первым браком — за Иоганном VII Бурхардтом Белавари, вторым браком — за Иоганном Амманом.
В 1736 году, когда из московских Спасских школ были присланы студенты, назначенные для командировки за границу, в том числе Ломоносов, Виноградов и другие, содержание их было поручено Фельтену.
Был владельцем усадьбы Михайловка, ныне дворцово-парковый ансамбль XIX века на Петергофской дороге (Объект Всемирного наследия ЮНЕСКО), а также мызой Заборовской, позже названной как Лапина.